# Stadion MOSiR-u w Pińczowie
Stadion MOSiR-u – wielofunkcyjny stadion w Pińczowie, w Polsce. Obiekt może pomieścić 3000 widzów. Swoje spotkania rozgrywają na nim piłkarze klubu Nida Pińczów, a także piłkarki zespołu Victoria Pińczów.